# Штейнер, Якоб
Я́коб Ште́йнер (или Штайнер) — швейцарский математик, основатель синтетической геометрии кривых и поверхностей 2-го и высших порядков.

## Биография
Якоб Штейнер получил образование в Ифертене у Песталоцци, в 1818 году поступил в Гейдельбергский университет.
Окончив университет, в 1821 году поступил в Берлине учителем в частный институт Пламанна.
С 1825 по 1835-й годы был учителем математики в Берлинском городском промышленном училище.
С 1835 году начал преподавание в Берлинском университете в качестве экстраординарного профессора математики.
В 1834 году был избран членом Берлинской академии наук.
Умирая в 1863 году в Берне, завещал 8000 талеров Берлинской академии наук для премии за сочинения по синтетической геометрии.

## Научная деятельность
Его собственные работы по геометрии (частью помещённые в различных научных журналах, частью оставшиеся в рукописях), а также его лекции в Берлинском университете послужили основанием для издания в 1867 году книги под заглавием: «Jacob Steiner’s Vorlesungen über Syntetische Geometrie, bearbeitet von Geiser und Schröter».
Все его сочинения («Gesammelte Werke von Jacob Steiner») изданы Вейерштрассом в Берлине в 1881—1882 годах.